# دنیل بی. بروستر
دنیل بی. بروستر (به انگلیسی: Daniel Baugh Brewster) سناتور سابق عضو حزب دموکرات ایالات متحده آمریکا بود. وی در سال ۱۹۶۳ تا ۱۹۶۹ میلادی سناتور ایالت مریلند در سنای ایالات متحده آمریکا بود.